# 討好
《討好》是臺灣歌手許茹芸的首張國語專輯，於1995年6月13日發行。

## 專輯文案
聽覺　不再公休

感情節制　聲音放肆

## 曲目
1、討好
曲：Tori Amos；詞：何啟弘；編曲：鮑比達；製作人：Peter Wong
原曲：Tori Amos 的「Winter」
2、看透
曲：張洪量；詞：張洪量；編曲：鮑比達；製作人：Peter Wong
3、愛的心態
曲：楊明煌；詞：姚謙；編曲：惠元/徐德昌；製作人：Peter Wong
4、My Own True Love
曲：黃國倫；詞：Michael/黃國倫；編曲：江孝文；製作人：黃國倫
5、一百個謊言
曲：Kate Bush；詞：Michael；編曲：鮑比達；製作人：Peter Wong
原曲：Kate Bush 的「The man with the child in his eyes」
6、蝶
曲：Tori Amos；詞：許常德；編曲：屠穎；製作人：Peter Wong
原曲：Tori Amos 的「China」
7、愛是唯一的理由
曲：黃國倫；詞：黃桂蘭；編曲：王豫民；製作人：黃國倫
8、廝守
曲：黃國倫；詞：黃國倫；編曲：鍾興民；製作人：黃國倫
9、你是我心口裡的風
曲：薛忠銘；詞：姚若龍；編曲：涂惠元/徐德昌；製作人：Peter Wong
10、公主徹夜未眠
曲：許茹芸；詞：許常德；編曲：鮑比達；製作人：Peter Wong

## 音樂錄影帶
| 歌曲名稱     | 導演             | 附註                                               |
| ------------ | ---------------- | -------------------------------------------------- |
| 討好         | 意識形態廣告公司 | 首波主打                                           |
| 看透         | 意識形態廣告公司 | 第二主打                                           |
| 愛的心態     |                  | 1998年將「看透」及「執著」的MV重新剪輯而成         |
| 公主徹夜未眠 |                  | 1998年將「日光機場」及「愛在黑夜」的MV重新剪輯而成 |